# Bársonyvirágfajok listája

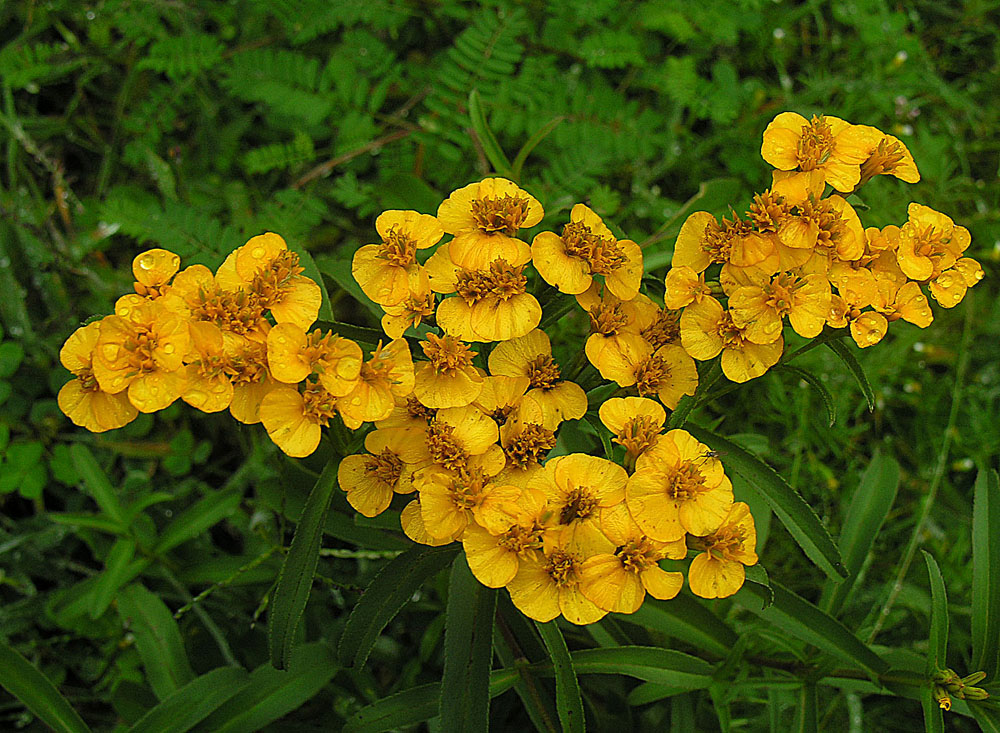
Tagetes lucida

A bársonyvirág (Tagetes) a fészkesvirágzatúak (Asterales) rendjébe és az őszirózsafélék (Asteraceae) családjába tartozó nemzetség.

## Rendszerezés
A nemzetségbe az alábbi 54 faj tartozik (meglehet, hogy a lista hiányos):
- Tagetes apetala Posada-Ar.
- Tagetes arenicola Panero & Villaseñor
- Tagetes argentina Cabrera
- Tagetes biflora Cabrera
- Tagetes campanulata Griseb.
- Tagetes caracasana Humb. ex Willd.
- Tagetes congesta Hook. & Arn.
- Tagetes coronopifolia Willd.
- Tagetes daucoides Schrad.
- Tagetes elliptica Sm.
- Tagetes elongata Willd.
- Tagetes epapposa B.L.Turner
- nagy büdöske (Tagetes erecta) L.
- Tagetes filifolia Lag.
- Tagetes foeniculacea Desf.
- Tagetes foetidissima Hort. ex DC.
- Tagetes hartwegii Greenm.
- Tagetes iltisiana H.Rob.
- Tagetes inclusa Muschl.
- Tagetes lacera Brandegee
- Tagetes laxa Cabrera
- Lemmon-büdöske (Tagetes lemmonii) A.Gray
- Tagetes linifolia Seaton
- fényes bársonyvirág (Tagetes lucida) Cav.
- Tagetes lunulata Ortega
- Tagetes mandonii Sch.Bip. ex Klatt
- Tagetes mendocina Phil.
- Tagetes micrantha Cav.
- Tagetes microglossa Benth.
- Tagetes minima L.
- Tagetes minuta L.
- Tagetes moorei H.Rob.
- Tagetes mulleri S.F.Blake
- Tagetes multiflora Kunth
- citromillatú büdöske (Tagetes nelsonii) Greenm.
- Tagetes oaxacana B.L.Turner
- Tagetes osteni Hicken
- Tagetes palmeri A.Gray
- Tagetes parryi A.Gray
- kis büdöske (Tagetes patula) L., 1753
- Tagetes perezi Cabrera
- Tagetes praetermissa (Strother) H.Rob.
- Tagetes pringlei S.Watson
- Tagetes pusilla Kunth
- Tagetes riojana M.Ferraro
- Tagetes rupestris Cabrera
- Tagetes stenophylla B.L.Rob.
- Tagetes subulata Cerv.
- Tagetes subvillosa Lag.
- törpe büdöske (Tagetes tenuifolia) Cav.
- Tagetes terniflora Kunth
- Tagetes triradiata Greenm.
- Tagetes verticillata Lag. & Rodr.
- Tagetes zypaquirensis Bonpl.